# Contea di Rodez

Armi di Rouergue e della contea di Rodez : smalto rosso con leopardo illeonito d'oro

La contea di Rodez è stata un feudo dell'antica provincia del Rouergue, oggi nell'Aveyron, la cui capitale era Rodez.
Le sue armi sono rappresentate dal « rosso con leopardo d'oro illeonito »

## Storia
Alla caduta dell'impero romano, il Rouergue cambiò sovente signoria, appartenendo in ordine di tempo: ai visigoti nel 472, ai franchi nel 507, di nuovo ai visigoti nel 512, ai re d'Austrasia nel 533, nel 588 ai duchi d'Aquitania, spossessati poi da Pipino il Breve nel 768. Carlomagno nel 778 incorporò il feudo nel regno d'Aquitania installandovi dei conti, i quali inizialmente ne godevano unicamente il vitalizio, ma che in seguito se ne arrogheranno il diritto ereditario.

### Le contea di Rouergue
Verso la metà del IX secolo, Carlo il Calvo ratifica il diritto ai loro possedimenti i conti di Rouergue, aggiungendovi la contea di Tolosa, distaccata dal ducato d'Aquitania.
Alla morte di Ugo, nono conte di Rouergue (1053), sua figlia Berta, vede contesa la sua eredità da Guglielmo IV, conte di Tolosa, e da suo fratello Raimondo di Saint-Gilles. Morta Berta nel 1065, i due fratelli rivolsero le armi l'uno contro l'altro, scatenando una guerra durata 15 anni, finché alla fine si accordarono per un compromesso: a Guglielmo viene riconosciuta la contea di Tolosa e a Raimondo quella del Rouergue, di cui già ne aveva preso il titolo alla morte di Berta. Raimondo diventa in seguito successore della contea del fratello, e il Rouergue diventa così appannaggio dei figli cadetti dei conti di Tolosa. Nel 1105, Raimondo muore in Terrasanta, lasciando due figli, Bertrando e Alfonso di soli due anni, per cui nacquero delle rivendicazioni. Raimondo Berengario III, conte di Barcellona, il visconte di Millau, e Guglielmo, conte di Poitiers, approfittando della minorità d'Alfonso, invasero coi loro eserciti questi territori. Troppo debole per resistere, Alfonso si ritira in Provenza e solo nel 1120 riuscirà a riconquistare le sue due contee. Morta Giovanna di Tolosa, nel 1270, unica ereditiera di questa casata e moglie di Alfonso, conte di Poitiers, senza lasciare eredi, il Rouergue ritornerà, alla morte di Alfonso, nel 1271, alla corona.

### La contea di Rodez
Tuttavia, Raimondo di Saint-Gilles, partendo per la crociata, aveva impegnato a Riccardo III, figlio cadetto di Berengario visconte di Millau e di Rodez, la parte della città di Rodez chiamata il Borgo (Bourg) e alcuni castelli. Da qui l'origine della contea di Rodez, in quanto il visconte Riccardo III prese il titolo di conte di Rodez nel 1112, approfittando dei dissidi tra Guglielmo IX d'Aquitania e Alfonso Giordano, conte di Tolosa.
Alla morte di Enrico II di Rodez, nel 1304, la contea passerà a Bernardo VI, conte d'Armagnac, avendo sposato egli Cecilia, una delle figlie di Enrico II. Cecilia, alla morte di suo padre, aveva preso il titolo di contessa di Rodez, contesagli dalle sue sorelle. Cecilia muore nel 1313, lasciando come erede suo figlio Giovanni, il quale unì la contea d'Armagnac a quella di Rodez.
I conti d'Armagnac e di Rodez 
Giovanni I il Buono aveva sposato in prime nozze la regina di Goth, pronipote di papa Clemente V. Dopo la morte di costei, si risposa con Beatrice di Clermont, contessa di Charolais, principessa di sangue francese. Questo matrimonio fu una delle cause principali della potenza dei conti d'Armagnac, poiché elevava loro al rango di signori di sangue reale. Giovanni si distinguerà nelle guerre del tempo, sotto i regni di Filippo di Valois e del re Giovanni.
Giovanni II il Grasso soprannominato anche il Gobbo, figlio di Giovanni I e di Beatrice di Clermont, impiegherà gran parte delle risorse del suo regno per liberare il Rouergue dalle compagnie inglesi che ne desolavano i territori. Muore nel 1384, ad Avignone, da dove il suo corpo venne trasportato nella chiesa cattedrale di Auch. Lascia i figli di sua moglie: Giovanna di Périgord e Giovanni e Bernardo, i quali gli succederanno, e una figlia, Beatrice, che verrà maritata in seconde nozze a Bernabò Visconti, signore di Milano.
Giovanni III, luogotenente generale delle armate del re in Linguadoca, riuscì a scacciare, nel 1387, i soldati mercenari dal Rouergue. Accorso in difesa dei fiorentini contro Galeazzo Visconti, duca di Milano, viene ferito in battaglia, morendo poco tempo dopo in seguito alle ferite riportate.
Bernardo VII, il famoso connestabile, venne massacrato a Parigi nel 1418. Fu un grande condottiero, ma la sua "eccessiva fierezza, inflessibilità, dispotismo, le pecche frequenti nella sua famiglia, lo perderono". Di lui si conserva un detto alquanto eloquente. I suoi ufficiali, essendo venuti a dirgli che il popolo di Rodez stava sul punto di ribellarsi, lui rispose: « Se ley dabale! » («Se scendo giù!»).
Giovanni IV fu l'erede e successore di suo padre Bernardo. Viveva in Linguadoca dove era luogotenente di suo padre al tempo in cui era impegnato nella guerra con il duca di Borgogna; ma dopo aver appreso della sua tragica fine, si ritirerà nel Rouergue, dove cercherà di riottenere, tramite benefici, la benevolenza dei suoi vassalli. Nonostante facesse una vita appartata, i suoi nemici si lagnarono per le sue presunte malefatte presso il re Carlo VII, il quale nel 1444 gli dichiarerà guerra, affidando il comando del suo esercito al delfino, il successivo Luigi XI. Questi nella campagna militare assedia Entraygues, dopo Rodez e Sévérac-le-Château, sottomettendo tutti i territori della contea. Dopo essersi rappacificato con il re, Giovanni muore nel 1450, nel castello di L'Isle-Jourdain (Occitania).
Giovanni V, suo figlio e successore, attira, per la sua condotta scandalosa, l'indignazione del re Carlo VII. Si rende colpevole di tradimento verso il re Luigi XI, il quale gli dichiarerà guerra. Inseguito durante la sua ritirata, Giovanni si fermerà a Lectoure sostenendovi un lungo assedio; ma la città capitola, e il conte viene assassinato. Al castello di Buzet-sur-Tarn la sua vedova, incinta, riceve da tre avvelenatori, il signore di Castelnau, Olivier le Roux e Guiraudon, la bevanda destinata a farla abortire e che la uccise.
Carlo, ultimo conte denominato d'Armagnac, succederà nel 1484 a suo fratello Giovanni V. Muore nel 1497, lasciando come solo erede suo pronipote Carlo d'Alençon, il quale sposa Margherita di Francia, sorella di Francesco I, sostituita per i diritti del re ai beni della casata d'Armagnac. Muore nel 1525, senza lasciare eredi. La contea passerà dunque ad Enrico d'Albret, secondo marito della sua vedova. Suo nipote, diventando re di Francia con il nome di Enrico IV riporterà la contea di Rodez alla Francia.
La riannessione della contea alla corona fu l'occasione per i vescovi di Rodez, i quali si spartiranno la città di Rodez con i conti (i vescovi erano signori de «la Cité», mentre i conti signori del «Bourg») di riprendersi per loro conto il titolo di conte de Rodez.

## Fonti
- (FR)  Antoine Bonal, Comté et comtes de Rodez, Rodez, éditions Carrère, 1885
- (FR)  H. de Barrau, Documents historiques sur le Rouergue, ..., tome I
- (FR)  Danièl Brillet, Un Armagnac en Rouergue
- (FR)  Marius Constant, "Les comtes de Toulouse et de Rouergue sous Charles le Chauve", in Mémoires de la SLSAA, tome XII, 1906, p. 313.